# Stile Razi
Lo "Stile Razi" (شیوه معماری رازی) è uno stile (sabk) di architettura che categorizza l'architettura iraniana nella storia.
Il Dictionary of Traditional Iranian Architecture definisce lo Stile Razi come:
()

## Esempi
Gli esempi di questo stile sono la tomba di Isma'il di Samanid, Gonbad-e Qabus, torri Kharaqan.

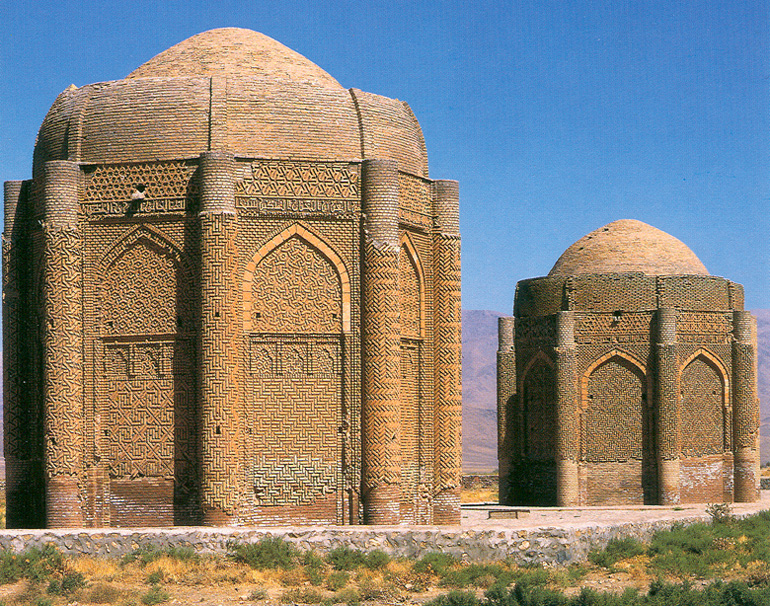
Torri Kharaqan
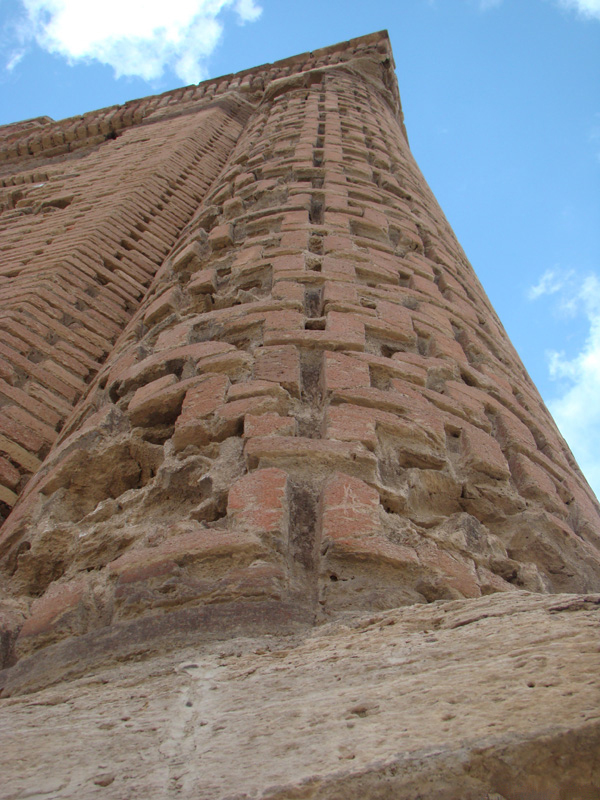
Il Dome rosso di Maragheh
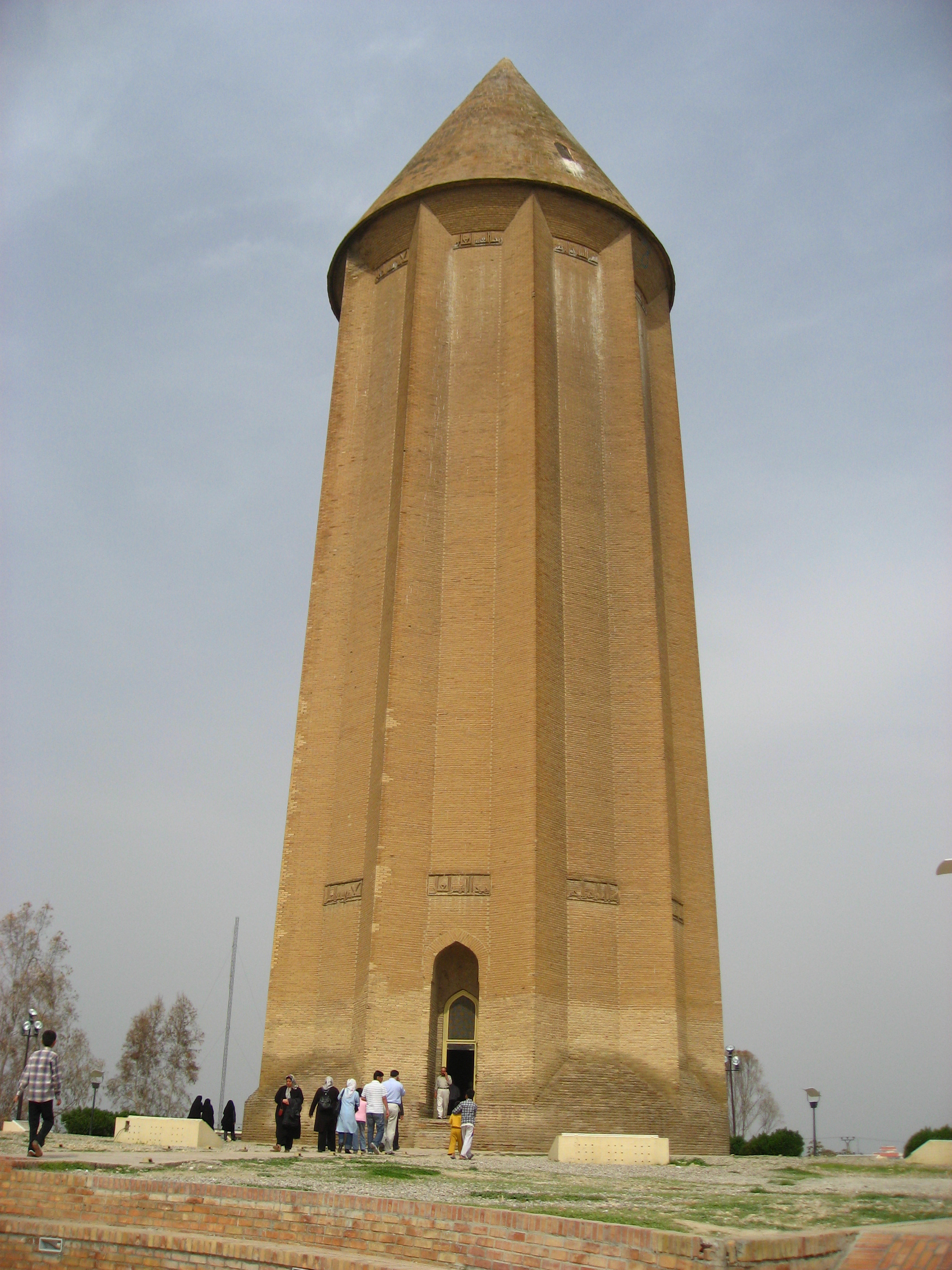
Gonbad-e Qabus
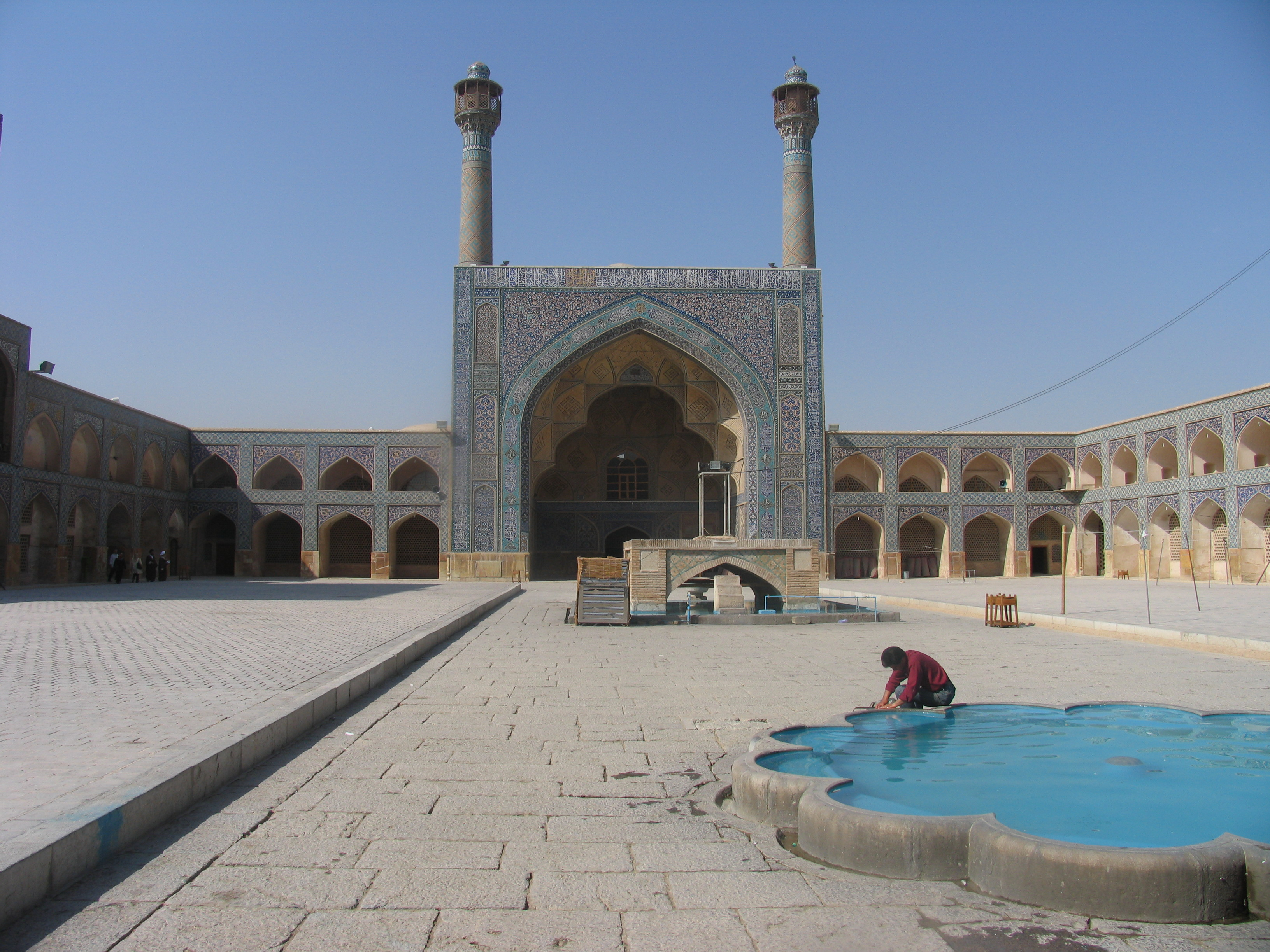
Mosche del venerdì di Isfahan